# 組蛋白修飾酶

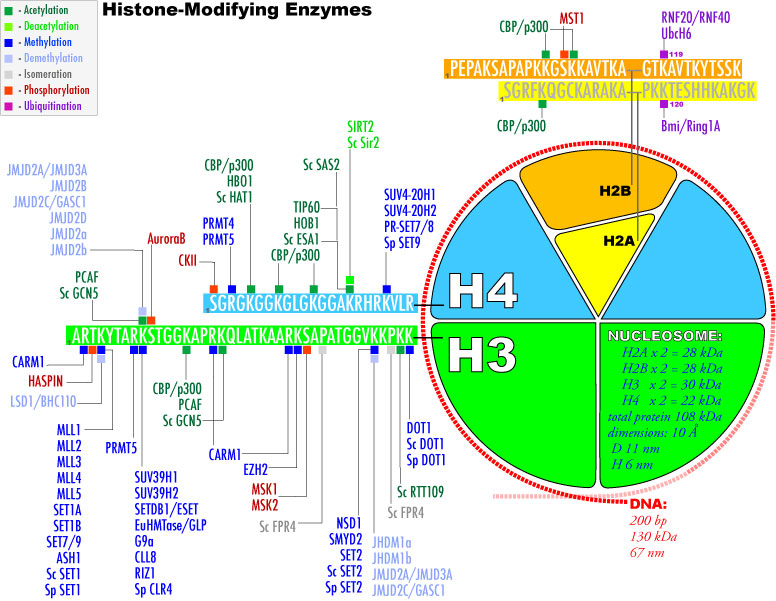
組蛋白修飾酶種類與位點一覽

組蛋白修飾酶（Histone-modifying enzymes）泛指真核生物細胞中修飾包裹DNA的組蛋白之酵素。組蛋白上的許多位點可被酵素修飾，共同組成組蛋白密碼。已知的修飾種類包括乙醯化、甲基化、磷酸化、泛素化、GlcNAc糖基化、二磷酸腺苷核糖基化、瓜氨酸化、脯胺酸異構化與SUMO修飾等，這些修飾可能改變染色體結構或與其他蛋白結合的能力，進而促進或抑制基因的轉錄。